# Sindicalismo revolucionario
El sindicalismo revolucionario propiamente dicho es la denominación de una corriente sindical nacida en Francia en 1906, que sostiene que el sindicato es la institución central del movimiento obrero y la huelga general y otras medidas de acción directa, su método de acción, debiendo mantener su autonomía de la vida política.  En sentido amplio, suelen denominarse sindicalismo revolucionario aquellas corrientes sindicales radicalizadas que se oponen al parlamentarismo democrático y, en algunos casos, a la sujeción de los trabajadores y su lucha a un partido político. Se caracteriza por la defensa de la autonomía de las luchas de las clases trabajadoras. Entre sus principales teóricos se encuentra Georges Sorel.

## Origen en Francia
El sindicalismo revolucionario nace en Francia a fines del siglo XIX, a partir de las crisis internas que sufrían las corrientes sindicales socialistas y anarquistas. A fines del siglo XIX los socialistas habían comenzado a inclinarse por la vía democrática y la promoción de los cambios sociolaborales mediante una presencia creciente en los parlamentos; finalmente este camino conducirá a la creación del estado del bienestar en el siglo XX. Por su parte, los anarquistas se habían volcado a la vía terrorista bajo el principio de "propaganda por el hecho", lo que llevó a ser víctimas de una durísima represión y un gran aislamiento.
A partir de 1895 un grupo de dirigentes sindicales dirigidos por el anarquista Mateo Esposito y el socialista blanquista Victor Griffuelhes , preocupados por el aislamiento en que se encontraba el movimiento sindical, comienzan a sostener la necesidad de que la organización sindical sea independiente de las corrientes ideológicas y políticas (Ariane 2005; Force Ouvriere), lo que históricamente significaba mantener a los sindicatos fuera de los compromisos políticos de los socialistas y de las acciones violentas de algunos anarquistas, al mismo tiempo que abrir una tradición de convivencia pluralista en los sindicatos. 
La Confederación General del Trabajo (CGT) francesa, creada en 1895, evoluciona gradualmente hacia las posiciones sindicalistas revolucionarias que finalmente se imponen en el Congreso de Amiéns de 1906, donde se redacta la Carta de Amiens documento clave y fundacional del sindicalismo revolucionario redactado por Victor Griffuelhes, donde se establece una estricta distinción entre el sindicato y la ideología política. En su parte final la Carta de Amiens dice:

Como consecuencia, en aquello que concierne a los individuos, el Congreso afirma la entera libertad para el asociado, de participar, fuera del grupo corporativo, en cualquiera de las formas de lucha que correspondan a su concepción filosófica o política, limitándose a exigirle, en reciprocidad, no introducir en el sindicato las opiniones que profesa fuera del mismo.

En lo que concierne a las organizaciones, el Congreso decide que con el objeto de que el sindicalismo alcance su máximo de efectividad, la acción económica debe ejercerse directamente contra la patronal, no teniendo las organizaciones confederadas, como asociaciones económicas, qué preocuparse de los partidos y de las sectas que, afuera y al margen, puedan perseguir, en absoluta libertad, la transformación social.

El sindicalismo revolucionario concede una gran importancia estratégica a la huelga, y en especial a la huelga general, exaltándola como eje central de la acción sindical.
El principal teórico de sindicalismo revolucionario en Francia fue Georges Sorel (1847 - 1922), quien desarrolló sus ideas fundamentalmente en su conocido libro Reflexiones sobre la violencia (1908). Sorel influyó en el dictador fascista Benito Mussolini.

Sorel sustituyó el racionalismo y hegelianismo del marxismo por un voluntarismo vitalista y antimaterialista y pensaba, como más tarde repetiría en nuestro medio Mariátegui, que las masas no requerían de la razón sino de los mitos, sistemas de imágenes que estimulaban la imaginación.
en Flores Quelopana 

## En Argentina
El sindicalismo revolucionario, usualmente denominado "sindicalismo" en Argentina, surgió en 1906 en el seno del Partido Socialista -del que fueron expulsados- y de la Unión General de Trabajadores, con el objetivo de evitar que las ideas políticas (socialismo y anarquismo) dividieran al movimiento obrero. En ese primer grupo se destacaron Gabriela Coni, Julio Arraga, Bartolomé Bossio, Aquiles Lorenzo, Emilio Troise, Luis Bernard, Ernesto Piot, Lucas Tortorelli, Juan Cuomo, Luis Lotito. Más tarde se sumaron Francisco Rosanova, Luis Lauzet, Francisco García y Sebastián Marotta. 
En la década de 1910, actuando desde la Confederación Obrera Regional Argentina (CORA), la corriente "sindicalista" alcanza la preeminencia en el sindicalismo argentino, superando al anarquismo y dejando en tercer lugar al socialismo. La CORA logró reanimar el movimiento obrero luego del serio retroceso causado por la represión del Centenario. La CORA, conducida por los "sindicalistas" apoyó la creación de nuevos gremios, aumentaron la cantidad de gremios afiliados a la central, y logró fundar gremios estratégicos como la Federación de Obreros Marítimos (FOM), creada en 1010 y la Federación de Obreros Ferrocarrileros (FOF), creada en 1912, que ingresaron a sus filas.
El sindicalismo llevó adelante las pocas huelgas victoriosas de la época, negándose a aceptar la mediación del
Departamento Nacional del Trabajo (DNT). El lustro de actuación de la CORA 1910-1915, fue "el lustro de cosecha de capital simbólico por parte del sindicalismo, inversamente proporcional a la retirada y debilitamiento paulatino del anarquismo que no logró superar la represión y el nuevo desafío que le plantea el sindicalismo al interior del movimiento obrero".
En 1915 los sindicato de la CORA deciden disolver la central y afiliarse a la FORA. La nueva relación de fuerzas se puso de manifiesto en el IX Congreso, en el que una alianza de "sindicalistas", socialistas y anarquistas ("anarquistas fusionistas") lograron la mayoría y derogaron la adscripción de la central al "comunismo anárquico", admitiendo la pluralidad de corrientes sindicales.
La FORA del IX Congreso, bajo hegemonía sindicalista revolucionaria, comenzó a actuar en momentos que en Argentina se establecían los primeros gobiernos democráticos. En octubre de 1916 asumió el primer presidente de Argentina elegido por voto secreto y obligatorio, Hipólito Yrigoyen, de la Unión Cívica Radical, quien legitimó a los sindicatos, reconoció el derecho de huelga y promovió la negociación colectiva. Los sindicalistas logran importantes victorias en las huelgas marítimas y ferroviarias, y se acercan al radicalismo, pero las grandes masacres obreras de 1919-1922 rompieron dicho acercamiento y pusieron al sindicalismo argentino en crisis.
En 1922 se autodisolvió la FORA IX y el sindicalismo revolucionario se reorganizó ese mismo año en la Unión Sindical Argentina (USA). En 1930 los sindicalistas revolucionarios impulsaron un congreso sindical de unidad del que surgió la Confederación General de Trabajadores (CGT). Sucesivas peleas con los socialistas, llevaron a nuevas divisiones y a la reaparición de la USA.
En 1943 el sindicalismo revolucionario fue una de las fuerzas principales de la alianza obrero-militar que en 1945 tomó el nombre de peronismo. Luis Gay, líder en ese momento del sindicalismo revolucionario, fue el presidente del recién creado Partido Laborista, que fue la fuerza política central del peronismo.
Unos pocos dirigentes mantuvieron el sindicalismo revolucionario como corriente autónoma fuera del peronismo, desapareciendo en la década de 1960.

## En Italia
En Italia, el sindicalismo revolucionario se desarrolló a partir del socialismo (PSI). Sus máximos exponentes fueron Arturo Labriola y Enrico Leone que rechazaban la opción por la acción parlamentaria que había adoptado el izquierdista Partido Socialista Italiano. Sostienen entonces que es el sindicato y no el partido la verdadera organización de la clase obrera. En 1912 crean la central sindicalista revolucionaria de Italia, la Unión Sindical Italiana (USI), opuesta a la CGL.
Arturo Labriola escribe:

Los obreros deben luchar para realizar en el mundo la forma igualdad sindical que se desprende de las exigencias de la vida sindical. Deben obligar a la vida a tomar una forma exclusivamente sindical...

El acto revolucionario de la toma de posesión de los instrumentos de producción de una rama de industria por el sindicato obrero de la misma determina el paso del capitalismo al socialismo.
en Godio 2000, 160/161

Para Labriola solo el sindicato posibilitaba la autorrealización de la sociedad civil (Godio 2000, 160).

## Anarcosindicalismo, y sindicalismo unitario
El sindicalismo revolucionario inspiró diversos movimientos sindicales de acuerdo a los países en los que se desarrolló.

### Relación con el anarquismo
En algunos países el anarcosindicalismo se inspiró en el sindicalismo revolucionario, y con el tiempo se identificaron, a tal punto de que en muchos lugares, en la actualidad, el término sindicalismo revolucionario es casi un sinónimo de anarcosindicalismo. Esto sucede, ejemplo en algunos países de Europa Occidental.
Existen organizaciones sindicales que reclaman el nombre de sindicalistas revolucionarias sin declararse anarquistas, pero que son muy cercanas a los planteamientos anarquistas o son escisiones de sindicatos anarquistas. 
Por ejemplo en Estados Unidos, Industrial Workers of the World, conocida popularmente como los Wobblies, creada en 1905, se desarrolló un sindicalismo revolucionario muy cercano al anarcosindicalismo —siendo sus integrantes hasta hoy en gran parte anarquistas— oponiéndose tanto a la legislación obrera como a los contratos colectivos de trabajo que impulsaba la American Federation of Labour.
Así también algunos dirigentes sindicales proanarquistas o sindicatos de anarquistas que no se apegan estrictamente a los principios del anarcosindicalismo se declaran sindicalistas revolucionarios.

### Relación con el sindicalismo unitario
En América del Sur y Francia, el sindicalismo revolucionario se desarrolló desde el socialismo de inspiración marxista, y desarrolló una cultura de sindicatos y centrales unitarias, autónoma de los partidos políticos, en los que podían convivir diferentes corrientes ideológicas.

### Relación con el peronismo
En la Argentina, el sindicalismo revolucionario fue una de las corrientes sindicales que más influyeron en la fundación del peronismo. Especialmente importante fue Luis Gay, presidente de la Unión Sindical Argentina (USA), de tendencia sindicalista revolucionaria, quien adhirió al peronismo, siendo luego secretario general de la Confederación General del Trabajo y fundador del Partido Laborista, decisivo en la victoria electoral de Juan Perón en 1946.

### Relación con el comunismo guevarista
Debido a la fuerte influencia del sindicalismo revolucionario en Argentina, no se limitó al peronismo, sino que no tardaron en aparecer los sindicatos revolucionarios asociados a organizaciones guevaristas.[cita requerida]

### Sindicalismo revolucionario en la actualidad
En la actualidad la organizaciones que se reclaman como sindicalistas revolucionarias en todo el mundo son las que de alguna forma se relacionan con los movimientos anarquistas, comunistas, maoístas, guevaristas, trotskistas.
Diferentes vertientes del sindicalismo revolucionario se han organizado en asociaciones internacionales: en 1923 la vertiente anarcosindicalista creó la Asociación Internacional de los Trabajadores (AIT); en 1938 la vertiente trotskista creó la Cuarta Internacional; en 1945 la vertiente comunista creó la Federación Sindical Mundial (FSM).